# Arbutus unedo
Dâu tây Địa Trung Hải (Danh pháp hai phần: Arbutus unedo) là một loài thực vật có hoa trong họ Thạch nam. Loài này được Carl Linnaeus mô tả khoa học đầu tiên năm 1753.

## Hình ảnh

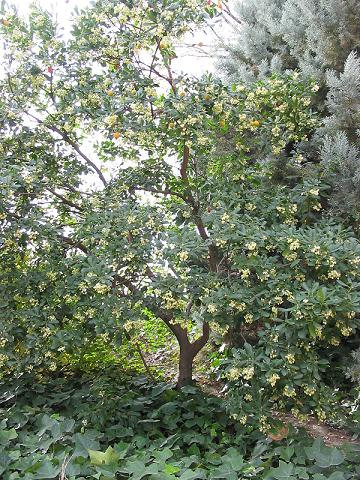
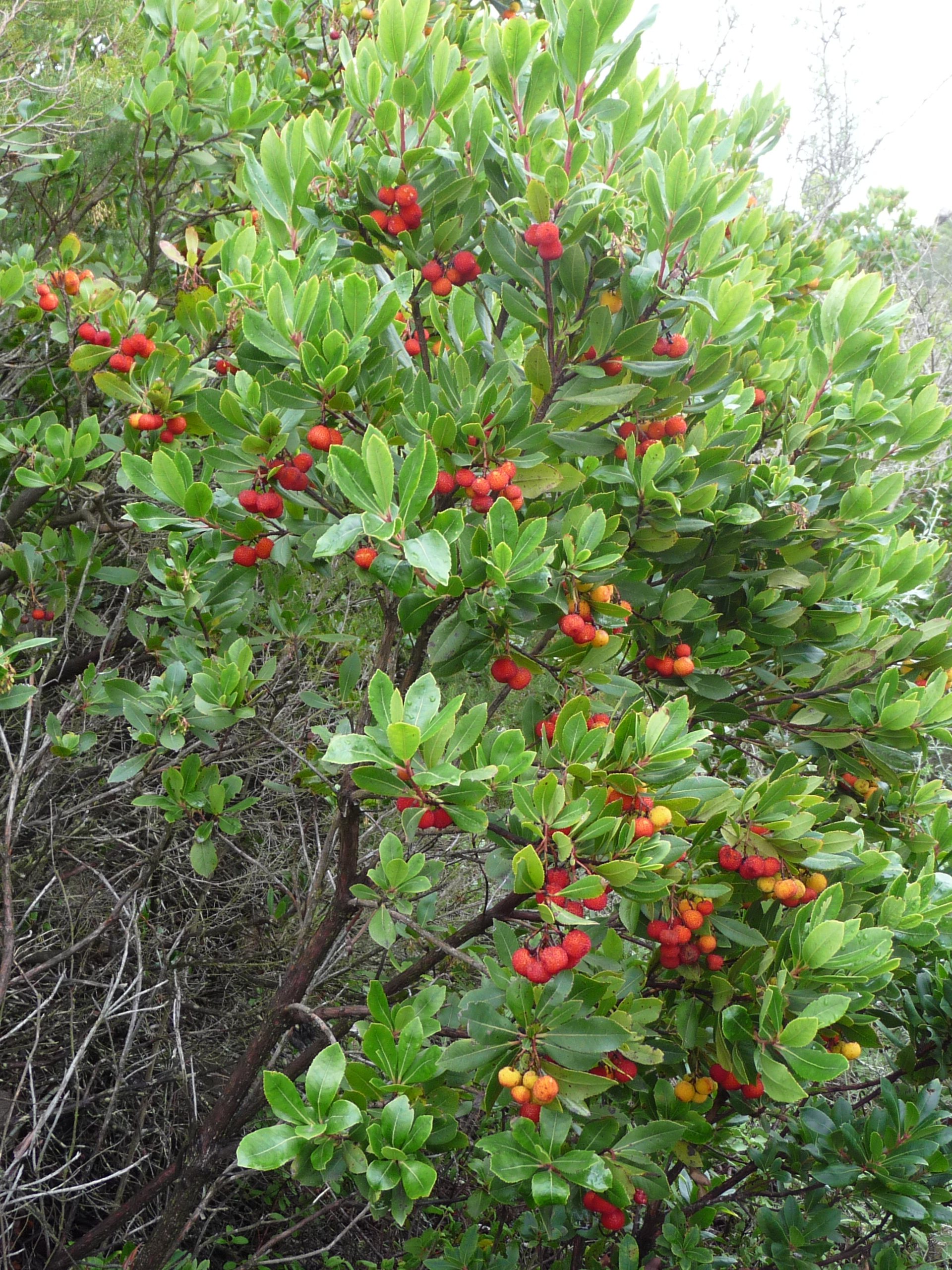
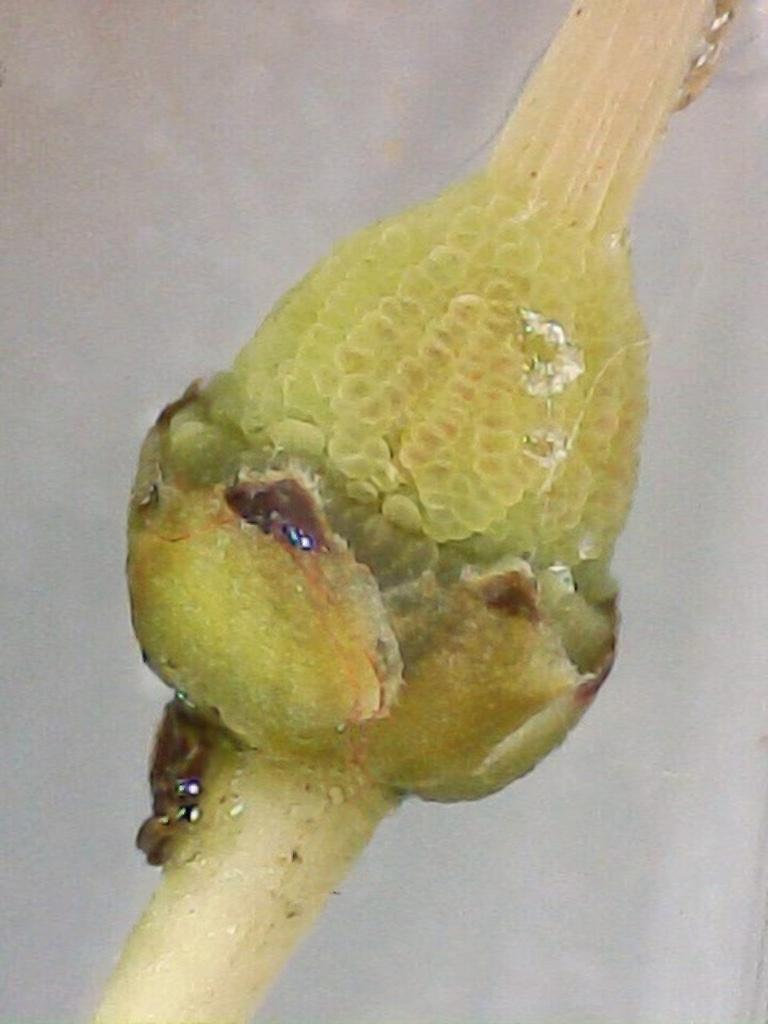